# Drosophila apicalis
Drosophila apicalis este o specie de muște din genul Drosophila, familia Drosophilidae, descrisă de Hardy în anul 1977. Conform Catalogue of Life specia Drosophila apicalis nu are subspecii cunoscute.